# 奈々見沙織
奈々見 沙織（ななみ さおり、1977年9月13日 - ）は、日本の元AV女優。

## 略歴
1998年3月に『Premium』（セクシア）でAVデビュー。活動期間は短く、1年ほどで引退。

## 人物
- 趣味:読書[1]、フィットネス[3]。
- 特技:パソコン[3]。

## 出演作品

### アダルトビデオ（オリジナル作品）
1998年
- Premium （3月29日、セクシア）＊デビュー作
- ジェラシー （4月30日、セクシア）
- マイ・シークレット （5月29日、セクシア）
- Gカップセンセーション 密やかな欲望 （6月30日、サマンサ）
- 夜想曲 （7月31日、セクシア）
- 着せ替えラヴァーズコレクション 肉弾Gショック （8月28日、サマンサ）
- プライベートレッスン （9月17日、セクシア）
- マドモアゼルG （10月23日、アトラス）
- too sexy （11月27日、セクシア）
- NEO出血大制服 47 （12月20日、アトラス）

### アダルトビデオ（再編集、DVD、ほか）
1998年
- 月刊エロイデー Vol.7 奈々見沙織・白石ことこ ほか （4月16日、VHS トライハートコーポレーション）＊オムニバス作品

1999年
- 巨乳伝説 （10月29日、DVD レイディックス）多数出演＊オムニバス作品

2000年
- NEO出血大制服 スーパーコレクション 7 （3月15日、VHS アトラス）多数出演＊オムニバス作品
- SHOW TIME 奈々見沙織・葵ちさと （8月11日、DVD レイジングカンパニー）

2001年
- NEO出血大制服完全版 2 （2月9日、VHS アトラス）多数出演＊オムニバス作品
- Princess （2月24日、DVD レイジングカンパニー）
- OFF SIDE The Best Selection （12月21日、DVD トライハートコーポレーション）多数出演＊オムニバス作品

2003年
- Cocolo・坂巻あすか・奈々見沙織ほか:ぜんぶハメ撮り （11月15日、DVD 笠倉出版社）
- 淫女伝説 vol.4 18人の巨乳姫たち （11月28日、DVD 笠倉出版社）多数出演＊オムニバス作品

2004年以降
- 豪華人気女優大集合!イキまくり絶頂FUCK 8時間 2 （2008年2月19日、DVD A-BOX）多数出演＊オムニバス作品
- 人気女優のエロい制服FUCK 完全公開 （2009年1月7日、DVD パール）多数出演＊オムニバス作品

発売年不明
- 永遠の美乳シリーズ！たっぷん90ぷん!! 奈々見沙織 （VHS 美乳倶楽部）

### イメージビデオ
- たわわ （1998年9月7日、笠倉出版社）

### オリジナルビデオ
- 性感モデル 〜いぢりあい〜 （1998年12月21日、ミュージアム）監督:光石富士朗 ＊Vシネマ[4]

## 書籍

### 写真集
- kuhn （1998年2月20日、ぶんか社） - 撮影:上野いさむ[5]